# Bøtø Nor
Bøtø Nor este o arie protejată (arie de protecție specială avifaunistică — SPA) din Danemarca întinsă pe o suprafață de 1.699 ha, integral pe uscat.

## Localizare
Centrul sitului Bøtø Nor este situat la coordonatele 54°38′31″N 11°55′56″E / 54.641944°N 11.932222°E.

## Înființare
Situl Bøtø Nor a fost declarat arie de protecție specială avifaunistică în mai 1983 pentru a proteja 16 specii de animale.

## Biodiversitate
Situată în ecoregiunea continentală, aria protejată nu include niciun habitat protejat.
La baza desemnării sitului se află mai multe specii protejate de  păsări (16): gâscă cenușie (Anser anser), gâscă de semănătură (Anser fabalis), Branta leucopsis, barză albă (Ciconia ciconia), erete de stuf (Circus aeruginosus), cristeiul de câmp (Crex crex), lebădă de iarnă (Cygnus cygnus), șoim de iarnă (Falco columbarius), șoim călător (Falco peregrinus), cocor (Grus grus), codalb (Haliaeetus albicilla), sfrâncioc roșiatic (Lanius collurio), gaia roșie (Milvus milvus), bătăuș (Philomachus pugnax), ploier auriu (Pluvialis apricaria), cresteț pestriț (Porzana porzana).